# 塔什店镇
塔什店镇，是中华人民共和国新疆维吾尔自治区巴音郭楞蒙古自治州库尔勒市下辖的一个乡镇级行政单位。

## 行政区划
塔什店镇下辖以下地区：
落霞湾社区、矿山路社区、文化社区、莲花社区和南岸社区。